# Huntingdon Life Sciences
Pour les articles homonymes, voir HLS.

Logo d'Huntingdon Life Sciences

Huntingdon Life Sciences (HLS) est une entreprise du Royaume-Uni spécialisée dans les tests sur les animaux de laboratoire. Fondée en 1952 à Huntingdon en Angleterre, elle effectue chaque année environ 75 000 tests sur différents animaux (rats, lapins, chiens, etc.).
HLS subit une importante pression financière depuis la campagne Stop Huntingdon Animal Cruelty (SHAC) effectuée en 1997 par l'association pour le droit des animaux PETA. Une vidéo en caméra cachée montre le traitement réservé aux animaux dans les laboratoires du HLS : on y voit notamment un employé secouer et battre un chien. De nombreuses manifestations se produisirent à la suite de ce reportage.